# Dijon Kameri
Dijon Kameri (Burgenland, 20 de abril de 2004) es un futbolista austríaco que juega de centrocampista en el KS Cracovia de la Ekstraklasa.

## Trayectoria
Comenzó su carrera en el F. C. Liefering. Entre 2016 y 2017 jugó en las categorías inferiores del club asociado Red Bull Salzburgo durante un breve periodo de tiempo antes de pasar a la academia del Red Bull Salzburgo para la temporada 2018-19. Después de tres años en la academia, pasó al equipo titular del FC Liefering para la temporada 2021-22. Su debut con el F. C. Liefering en la 2. Liga lo dio en julio de 2021, cuando fue titular en la primera jornada de esa temporada contra el Kapfenberger SV. Jugó 30 partidos y marcó 2 goles en los 	Jung-Bullen.
El 8 de febrero de 2024 es cedido al Grasshopper Club Zúrich de la Superliga de Suiza.

## Estadísticas

### Clubes
Actualizado al último partido disputado el 3 de noviembre de 2024.
| Club                          | Div.          | Temporada     | Liga  | Liga  | Liga   | Copas nacionales | Copas nacionales | Copas nacionales | Copas internacionales | Copas internacionales | Copas internacionales | Total | Total | Total  |
| Club                          | Div.          | Temporada     | Part. | Goles | Asist. | Part.            | Goles            | Asist.           | Part.                 | Goles                 | Asist.                | Part. | Goles | Asist. |
| ----------------------------- | ------------- | ------------- | ----- | ----- | ------ | ---------------- | ---------------- | ---------------- | --------------------- | --------------------- | --------------------- | ----- | ----- | ------ |
| F. C. Liefering · Austria     | 2.ª           | 2021-22       | 22    | 1     | 1      | —                | —                | —                | —                     | —                     | —                     | 22    | 1     | 1      |
| F. C. Liefering · Austria     | 2.ª           | 2022-23       | 8     | 2     | 0      | —                | —                | —                | —                     | —                     | —                     | 8     | 2     | 0      |
| F. C. Liefering · Austria     | Total club    | Total club    | 30    | 3     | 1      | 0                | 0                | 0                | 0                     | 0                     | 0                     | 30    | 3     | 1      |
| Red Bull Salzburgo · Austria  | 1.ª           | 2022-23       | 12    | 1     | 2      | 1                | 1                | 0                | 4                     | 0                     | 0                     | 17    | 2     | 2      |
| Red Bull Salzburgo · Austria  | 1.ª           | 2023-24       | 6     | 0     | 0      | 1                | 1                | 0                | 1                     | 0                     | 0                     | 8     | 1     | 0      |
| Red Bull Salzburgo · Austria  | Total club    | Total club    | 18    | 1     | 2      | 2                | 2                | 0                | 5                     | 0                     | 0                     | 25    | 3     | 2      |
| Grasshoppers · Suiza          | 1.ª           | 2023-24       | 6     | 0     | 0      | —                | —                | —                | —                     | —                     | —                     | 6     | 0     | 0      |
| Grasshoppers · Suiza          | Total club    | Total club    | 6     | 0     | 0      | 0                | 0                | 0                | 0                     | 0                     | 0                     | 6     | 0     | 0      |
| SC Rheindorf Altach · Austria | 1.ª           | 2024-25       | 7     | 0     | 0      | 0                | 0                | 0                | —                     | —                     | —                     | 7     | 0     | 0      |
| SC Rheindorf Altach · Austria | Total club    | Total club    | 7     | 0     | 0      | 0                | 0                | 0                | 0                     | 0                     | 0                     | 7     | 0     | 0      |
| Total carrera                 | Total carrera | Total carrera | 61    | 4     | 3      | 2                | 2                | 0                | 5                     | 0                     | 0                     | 68    | 6     | 3      |

## Palmarés

### Títulos nacionales
| Título     | Club               | País    | Año  |
| ---------- | ------------------ | ------- | ---- |
| Bundesliga | Red Bull Salzburgo | Austria | 2023 |